# Major League Soccer 2011
Die 16. Major League Soccer Saison begann am 15. März 2011 mit der Partie Seattle Sounders gegen die LA Galaxy. Die Kalifornier siegten mit 1:0. Das erste Tor der Saison erzielte der Brasilianer Juninho.
Alle anderen Teams starteten am 19. März in die Spielzeit. Die Regular Season endete am 22. Oktober 2011. Anschließend fanden die MLS Play-offs statt, die mit dem Spiel um den MLS Cup ihren Abschluss fanden. Gewinner der 2011er Serie wurde die LA Galaxy. Die Kalifornier konnten schon im Vorfeld als Punktbester der Regular Season den Supporters Shield erringen.

## Neuerungen
- Die Portland Timbers und die Vancouver Whitecaps nehmen als neue Franchises an der Major League Soccer teil. Sie werden in der Western Conference geführt werden.
- Houston Dynamo wird in die Eastern Conference wechseln. Dies wurde am 28. Januar 2011 bekannt gegeben. Grund hierfür sind die zwei neuen Expansions in der Liga, die beide in der Western Conference spielen werden.[3]
- Die Kansas City Wizards heißen ab der Saison 2011 Sporting Kansas City und werden in ihr neues Stadion umziehen. Der Livestrong Sporting Park wurde am 9. Juni 2011 eröffnet. Bis dahin wurden die Heimspiele von Sporting im CommunityAmerica Ballpark ausgetragen.
- Die MLS Reserve Division kehrt zurück.[4][5] Damit können die Mannschaften wieder Kader in Höhe von insgesamt 30 Spielern stellen.
- Die Teilnehmerzahl bei den MLS Play-offs erhöhen sich von 8 auf 10 Mannschaften.[6]
- Das Entsorgungsunternehmen Greenstar wird neuer Trikotsponsor von Houston Dynamo.[7]
- Die Liga garantiert für mindestens 500 Plätze in den Stadien für Fans bei Auswärtsspielen. Vorher waren es 150 garantierte Plätze.
- Der MLS SuperDraft 2011 wird nicht wie bisher über fünf Runden, sondern nur über drei Runden gehen. Damit wurde zum ersten Mal in der Geschichte der MLS das Draft-System geändert.[8]
- Das Unternehmen UnitedHealth Group wird erster Trikotsponsor bei New England Revolution.

### Trainerwechsel
- Tom Soehn übernahm am 29. Mai 2011 den Trainerposten bei den Vancouver Whitecaps von Teitur Thordarson.
- Frank Klopas übernahm am 30. Mai 2011 den Trainerposten bei Chicago Fire von Carlos de los Cobos.

## Teilnehmende Mannschaften 2011
| Mannschaft             | Trainer1         | Kapitän           | Ausrüster | Trikotsponsor      |
| ---------------------- | ---------------- | ----------------- | --------- | ------------------ |
| Chicago Fire           | Frank Klopas     | Logan Pause       | Adidas    |                    |
| CD Chivas USA          | Robin Fraser     | Jimmy Conrad      | Adidas    | Corona             |
| Colorado Rapids        | Gary Smith       | Pablo Mastroeni   | Adidas    |                    |
| Columbus Crew          | Robert Warzycha  | Chad Marshall     | Adidas    |                    |
| D.C. United            | Ben Olsen        | Dax McCarty       | Adidas    | Volkswagen         |
| FC Dallas              | Schellas Hyndman | Daniel Hernández  | Adidas    |                    |
| Houston Dynamo         | Dominic Kinnear  | Brian Ching       | Adidas    | Greenstar          |
| LA Galaxy              | Bruce Arena      | Landon Donovan    | Adidas    | Herbalife          |
| New England Revolution | Steve Nicol      | Shalrie Joseph    | Adidas    | UnitedHealth Group |
| New York Red Bulls     | Hans Backe       | Thierry Henry     | Adidas    | Red Bull           |
| Philadelphia Union     | Piotr Nowak      | Faryd Mondragón   | Adidas    | Grupo Bimbo        |
| Portland Timbers       | John Spencer     | Jack Jewsbury     | Adidas    | Alaska Airlines    |
| Real Salt Lake         | Jason Kreis      | Kyle Beckerman    | Adidas    | XanGo LLC          |
| San Jose Earthquakes   | Frank Yallop     | Ramiro Corrales   | Adidas    | Amway Global       |
| Seattle Sounders       | Sigi Schmid      | Kasey Keller      | Adidas    | Xbox LIVE          |
| Sporting Kansas City   | Peter Vermes     | Davy Arnaud       | Adidas    |                    |
| Toronto FC             | Aron Winter      | Dwayne De Rosario | Adidas    | BMO                |
| Vancouver Whitecaps    | Tom Soehn        | Jay DeMerit       | Adidas    | Bell Canada        |

1Trainerwechsel während der Saison wurden entsprechend aktualisiert. Stand: 8. Juni 2011

## Modus

### Regular Season
Die 18 Teams spielen zunächst im Grunddurchgang (regular season) jeweils zweimal gegeneinander. Somit absolviert jede Mannschaft insgesamt 34 Spiele. Die besten drei Teams jeder Conference qualifizieren sich für die MLS-Cup Semifinals (Viertelfinale) und die vier nächstplatzierten unabhängig von ihrer Conference qualifizieren sich für die MLS-Cup Playoffs Play-In-Round. Die Mannschaft mit den meisten Punkten in der Regular Season gewinnt den MLS Supporters’ Shield.

### Playoffs
Die Playoffs werden nach Ablauf der 34 Spieltage der Regular Season in mehreren Runden mit teils unterschiedlichem Modus ausgespielt. Bis auf das Finale erfolgen alle Spiele innerhalb der jeweiligen Conference.
Wild Card Series
In den neu eingeführten Wild Card Series treffen jeweils der Vierte und der Fünfte jeder Conference aufeinander. Heimrecht hat jeweils der Vierte der Regular Season. Der Sieger qualifiziert sich jeweils für das Conference-Halbfinale. Sie wurden am 26. bzw. 27. Oktober 2011 ausgetragen.
Conference-Halbfinals
Die Conference-Halbfinals werden mit Hin- und Rückspiel ausgetragen, wobei neben der Summe der Tore die Auswärtstorregel gilt, die auch in europäischen Pokalwettbewerben angewandt wird. Der Conference-Tabellenführer spielt dabei gegen den Sieger der Wild Card Series und der Zweite der Conference-Tabelle gegen den Dritten. Das Hinspiel findet im Stadion der in der Conference-Tabelle niedriger platzierten Mannschaft statt, das Rückspiel im Stadion der anderen Mannschaft. Die nach beiden Spielen feststehenden Gewinner erreichen die Conference-Finals. Die Hinspiele finden am 29./30. Oktober statt, die Rückspiele am 2./3. November.
Conference-Finals
Die Conference-Finals wurden am 6. November 2011 zwischen den Siegern der Conference-Halbfinals ausgetragen. Sie werden ohne Rückspiel gespielt und gegebenenfalls durch Verlängerung und Elfmeterschießen entschieden.
MLS-Cup-Finale
Das MLS-Cup-Finale wurde am 20. November 2011 zwischen den beiden Siegern der Conference-Finals im Stadion der in der Gesamttabelle höherplatzierten Mannschaft und ohne Rückspiel gespielt und gegebenenfalls durch Verlängerung und Elfmeterschießen entschieden.

### Internationale Qualifikationen
Das beste Team der Regular Season sowie der Sieger des MLS-Cup qualifizieren sich direkt für die CONCACAF Champions League. Der unterlegene Finalist sowie der US Open Cup Sieger qualifizieren sich für die Qualifikationsrunde zur Champions League.
Der Toronto FC und die Vancouver Whitecaps können sich als kanadische Teams nicht via MLS für die Champions League qualifizieren. Dieses geht nur über die Canadian Championship.

## Ergebnisse

### Regular Season

#### Eastern Conference
| Pl. | Verein                 | Sp. | S  | U  | N  | Tore    | Diff. | Punkte | Gesamtplatz |
| --- | ---------------------- | --- | -- | -- | -- | ------- | ----- | ------ | ----------- |
| 1.  | Sporting Kansas City   | 34  | 13 | 12 | 9  | 050:400 | +10   | 51     | 5           |
| 2.  | Houston Dynamo         | 34  | 12 | 13 | 9  | 045:410 | +4    | 49     | 6           |
| 3.  | Philadelphia Union     | 34  | 11 | 15 | 8  | 044:360 | +8    | 48     | 8           |
| 4.  | Columbus Crew          | 34  | 13 | 8  | 13 | 043:440 | −1    | 47     | 9           |
| 5.  | New York Red Bulls     | 34  | 10 | 16 | 8  | 050:440 | +6    | 46     | 10          |
| 6.  | Chicago Fire           | 34  | 9  | 16 | 9  | 046:450 | +1    | 43     | 11          |
| 7.  | D.C. United            | 34  | 9  | 12 | 13 | 049:520 | −3    | 39     | 13          |
| 8.  | Toronto FC (CC)        | 34  | 6  | 15 | 13 | 036:590 | −23   | 33     | 16          |
| 9.  | New England Revolution | 34  | 5  | 13 | 16 | 038:580 | −20   | 28     | 17          |

#### Western Conference
| Pl. | Verein                | Sp. | S  | U  | N  | Tore    | Diff. | Punkte | Gesamtplatz |
| --- | --------------------- | --- | -- | -- | -- | ------- | ----- | ------ | ----------- |
| 1.  | LA Galaxy (SS)        | 34  | 19 | 10 | 5  | 048:280 | +20   | 67     | 1           |
| 2.  | Seattle Sounders (OC) | 34  | 18 | 9  | 7  | 056:370 | +19   | 63     | 2           |
| 3.  | Real Salt Lake        | 34  | 15 | 8  | 11 | 044:360 | +8    | 53     | 3           |
| 4.  | FC Dallas             | 34  | 15 | 7  | 12 | 042:390 | +3    | 52     | 4           |
| 5.  | Colorado Rapids (M)   | 34  | 12 | 13 | 9  | 046:420 | +4    | 49     | 7           |
| 6.  | Portland Timbers      | 34  | 11 | 9  | 14 | 040:480 | −8    | 42     | 12          |
| 7.  | San Jose Earthquakes  | 34  | 8  | 14 | 12 | 040:450 | −5    | 38     | 14          |
| 8.  | CD Chivas USA         | 34  | 8  | 12 | 14 | 041:430 | −2    | 36     | 15          |
| 9.  | Vancouver Whitecaps   | 34  | 6  | 10 | 18 | 035:550 | −20   | 28     | 18          |

(M) = Meister 2010, (SS) = MLS Supporters’ Shield 2010, (CC) = kanadischer Pokalsieger 2010, (OC) = US-amerikanischer Pokalsieger 2010

### Playoffs
| Wild Card Series | Wild Card Series | Wild Card Series   |
|                  | Ergebnis         |                    |
| ---------------- | ---------------- | ------------------ |
| FC Dallas        | 0:2              | New York Red Bulls |
| Colorado Rapids  | 1:0              | Columbus Crew      |

|  | Conference Halbfinale | Conference Halbfinale | Conference Halbfinale | Conference Halbfinale | Conference Halbfinale |    |                      | Conference Finale | Conference Finale | Conference Finale |  |  | MLS Cup 2011 | MLS Cup 2011 | MLS Cup 2011 |
|  |                       |                       |                       |                       |                       |    |                      |                   |                   |                   |  |  |              |              |              |
|  | E1                    | Sporting Kansas City  | 2                     | 2                     | 4                     |    |                      |                   |                   |                   |  |  |              |              |              |
|  | WC                    | Colorado Rapids       | 0                     | 0                     | 0                     |    |                      |                   |                   |                   |  |  |              |              |              |
|  | WC                    | Colorado Rapids       | 0                     | 0                     | 0                     | E1 | Sporting Kansas City | 0                 |                   |                   |  |  |              |              |              |
|  | Eastern Conference    |                       |                       |                       |                       | E1 | Sporting Kansas City | 0                 |                   |                   |  |  |              |              |              |
|  |                       | E2                    | Houston Dynamo        | 2                     |                       |    |                      |                   |                   |                   |  |  |              |              |              |
|  | E2                    | E2                    | Houston Dynamo        | 2                     | Houston Dynamo        | 2  | 1                    | 3                 |                   |                   |  |  |              |              |              |
|  | E2                    |                       |                       |                       | Houston Dynamo        | 2  | 1                    | 3                 |                   |                   |  |  |              |              |              |
|  | E3                    | Philadelphia Union    | 1                     | 0                     | 1                     |    |                      |                   |                   |                   |  |  |              |              |              |
|  | E3                    | Philadelphia Union    | 1                     | 0                     | 1                     | E  | Houston Dynamo       | 0                 |                   |                   |  |  |              |              |              |
|  |                       |                       |                       |                       |                       | E  | Houston Dynamo       | 0                 |                   |                   |  |  |              |              |              |
|  |                       | W                     | LA Galaxy             | 1                     |                       |    |                      |                   |                   |                   |  |  |              |              |              |
|  | W1                    | W                     | LA Galaxy             | 1                     | LA Galaxy             | 1  | 2                    | 3                 |                   |                   |  |  |              |              |              |
|  | W1                    |                       |                       |                       | LA Galaxy             | 1  | 2                    | 3                 |                   |                   |  |  |              |              |              |
|  | WC                    | New York Red Bulls    | 0                     | 1                     | 1                     |    |                      |                   |                   |                   |  |  |              |              |              |
|  | WC                    | New York Red Bulls    | 0                     | 1                     | 1                     | W1 | LA Galaxy            | 3                 |                   |                   |  |  |              |              |              |
|  | Western Conference    |                       |                       |                       |                       | W1 | LA Galaxy            | 3                 |                   |                   |  |  |              |              |              |
|  |                       | W3                    | Real Salt Lake        | 1                     |                       |    |                      |                   |                   |                   |  |  |              |              |              |
|  | W2                    | W3                    | Real Salt Lake        | 1                     | Seattle Sounders      | 0  | 2                    | 2                 |                   |                   |  |  |              |              |              |
|  | W2                    |                       |                       |                       | Seattle Sounders      | 0  | 2                    | 2                 |                   |                   |  |  |              |              |              |
|  | W3                    | Real Salt Lake        | 3                     | 0                     | 3                     |    |                      |                   |                   |                   |  |  |              |              |              |

## Torschützenliste
siehe auch: Liste der Torschützenkönige der Major League Soccer
| Platz | Spieler           | Klub                 | Tore |
| ----- | ----------------- | -------------------- | ---- |
| 1     | Dwayne De Rosario | D.C. United          | 16   |
| 1     | Chris Wondolowski | San Jose Earthquakes | 16   |
| 3     | Thierry Henry     | New York Red Bulls   | 14   |
| 4     | Andrés Mendoza    | Columbus Crew        | 13   |
| 5     | Camilo            | Vancouver Whitecaps  | 12   |
| 5     | Landon Donovan    | LA Galaxy            | 12   |
| 5     | Fredy Montero     | Seattle Sounders     | 12   |
| 5     | Dominic Oduro     | Chicago Fire         | 12   |
| 9     | Charlie Davies    | D.C. United          | 11   |
| 9     | Álvaro Saborío    | Real Salt Lake       | 11   |
| 9     | Brek Shea         | FC Dallas            | 11   |
| 9     | Sébastien Le Toux | Philadelphia Union   | 11   |

## MLS All-Star Game
Das 15. MLS All-Star Game fand am 27. Juli 2011 in der Red Bull Arena statt. Wie im Vorjahr war der Gegner des All-Star Teams Manchester United.

## Nationale Wettbewerbe
Lamar Hunt U.S. Open Cup
Die Seattle Sounders gewannen am 4. Oktober 2011 den US Open Cup zum dritten Mal in Folge. Im Finale traf die Mannschaft auf Chicago Fire. Durch zwei Tore von Fredy Montero und Osvaldo Alonso konnten sie dieses Spiel für sich entscheiden.
Canadian Championship
Toronto FC hat wie im Vorjahr die Trophäe gewonnen und damit einen Platz für die CONCACAF Champions League erworben.

## Internationale Wettbewerbe
Anders als die MLS-Saison wird die Champions League in einer Saison ausgespielt, die im Juni beginnt und im Mai des folgenden Jahres endet. Die US-Mannschaften der MLS-Saison 2011 können sich daher für die Champions-League-Saison 2012/13 qualifizieren, während die kanadische Mannschaft (Toronto FC), die sich über die im Mai beendete Canadian Championship 2011 qualifiziert hat, bereits in der Champions-League-Saison 2011/12 antritt.
Neben den Pokalsiegern der beiden Länder qualifiziert sich der Sieger des MLS Supporters’ Shield sowie die beiden Finalteilnehmer der MLS-Endrunde ebenfalls für die Champions-League-Saison 2012/13, sofern sie aus den USA kommen. Sollte eine der kanadischen Mannschaften den MLS Supporters’ Shield gewinnen oder das MLS-Cup-Finale erreichen, oder der Supporters’-Shield-Gewinner ins Finale der Endrunde einziehen, rückt die nächste US-Mannschaft auf den Champions-League-Startplatz nach. Dem kanadischen Verband steht grundsätzlich nur ein Startplatz in der Champions League zur Verfügung, der mit dem Gewinner der Canadian Championship besetzt wird.

## MLS Rivalry Cups
In der Major League Soccer tragen diverse Mannschaften innerhalb einer Regular Season verschiedene Pokale aus. Sieger ist der, wer am Ende am besten die Regular Season abgeschlossen hat bzw. der die direkten Vergleiche für sich entscheiden konnte. Je nach Cup ändert sich diese Regelung.
- Atlantic Cup – D.C. United und New York Red Bulls
- Brimstone Cup – Chicago Fire und FC Dallas
- California Clasico – LA Galaxy und San Jose Earthquakes
- Cascadia Cup – Seattle Sounders, Portland Timbers und Vancouver Whitecaps
- Heritage Cup – San Jose Earthquakes, Seattle Sounders, Portland Timbers und Vancouver Whitecaps
- Rocky Mountain Cup – Colorado Rapids und Real Salt Lake
- Honda SuperClasico – CD Chivas USA und LA Galaxy
- Texas Derby – FC Dallas und Houston Dynamo
- Trillium Cup – Columbus Crew und Toronto FC